# Iván Álvarez de Araya
Iván Octavio Álvarez de Araya Kanterovitz (Santiago, 9 de julio de 1977) es un actor chileno de cine, teatro y televisión, ganador de un Premio Altazor por su papel protagónico en la serie de TVN El reemplazante (2012). Actualmente reside en Puerto Montt.

## Biografía
Licenciado en artes con mención en actuación de la Universidad de Chile, participó durante trece años en la compañía Gran Circo Teatro, llegando a interpretar al Tío Roberto en el clásico del teatro chileno La Negra Ester por nueve años consecutivos. En 2002 inició su trabajo en el mundo audiovisual con el telefilme El abanderado, cuento chileno dirigido por Miguel Littín. Su presentación masiva no fue hasta 2005, cuando protagonizó Alberto: ¿quién sabe cuánto cuesta hacer un ojal?, basada en los años de juventud de san Alberto Hurtado, dirigida por Ricardo Larraín, a quien considera su maestro ante las cámaras.[cita requerida]
Protagonizó los largometrajes Juego de verano e Ilusiones ópticas, además del telefilme El vuelo de Vicente, donde interpreta a Vicente Huidobro, dirigido por Marcelo Ferrari.
Junto a Nicolás Acuña como director trabajó en Algo habrán hecho por la historia de Chile, donde interpretó al expresidente Arturo Alessandri Palma. Es aquí donde sientan las bases para el trabajo en Los archivos del cardenal, interpretando a un personaje oscuro y contradictorio que fue elegido por él mismo. En 2012 protagonizó la serie El reemplazante, emitida por Televisión Nacional de Chile.
También ha hecho comerciales de televisión como rostro corporativo del Banco Santander.

## Filmografía

### Cine
| Serie de televisión | Serie de televisión                               | Serie de televisión | Serie de televisión           |
| Año                 | Título                                            | Rol                 | Director                      |
| ------------------- | ------------------------------------------------- | ------------------- | ----------------------------- |
| 2002                | El Abanderado                                     |                     | Miguel Littín                 |
| 2005                | Alberto: ¿quién sabe cuánto cuesta hacer un ojal? | Alberto Hurtado     | Ricardo Larraín               |
| 2005                | Juego de verano                                   | Daniel              | Fernanda Aljaro Matías Bize   |
| 2009                | Ilusiones Ópticas                                 | Juan                | Cristián Jiménez              |
| 2009                | El vuelo del poeta                                | Vicente Huidobro    | Marcelo Ferrari               |
| 2013                | I am from Chile                                   |                     | Gonzalo Díaz                  |
| 2014                | Cirqo                                             |                     | Orlando Lübbert               |
| 2018                | Calzones rotos                                    | Antonio             | Arnaldo Valsecchi             |
| 2019                | Mi amigo Alexis                                   |                     | Alejandro Fernández Almendras |

### Telenovelas
| Teleseries | Teleseries           | Teleseries      | Teleseries             | Teleseries | Teleseries |
| Año        | Teleserie            | Personaje       | Rol                    | Canal      |            |
| ---------- | -------------------- | --------------- | ---------------------- | ---------- | ---------- |
| 2013       | El regreso           | Diego Alcántara | Protagónico antagónico | TVN        |            |
| 2019       | La reina de Franklin | Rodrigo Valdés  | 1 episodio             | Canal 13   |            |

### Series y unitarios
| Serie de televisión | Serie de televisión                    | Serie de televisión          | Serie de televisión |
| Año                 | Serie                                  | Rol                          | Canal               |
| ------------------- | -------------------------------------- | ---------------------------- | ------------------- |
| 2006                | Epopeya                                | Ignacio Carrera Pinto        | TVN                 |
| 2008                | Paz, una historia de pasión            | Diego Almendros              | TVN                 |
| 2009                | Monvoisin                              | Benjamín Lenoir              | UCV                 |
| 2010                | La Tirana                              | Juan José Vicuña             | TVN                 |
| 2010                | Algo habrán hecho                      | Arturo Alessandri Palma      | TVN                 |
| 2011                | Los archivos del Cardenal              | Mauro Pastene                | TVN                 |
| 2012                | El diario secreto de una profesional   | Cristián / Marcelo Iturriaga | TVN                 |
| 2012-2013           | El reemplazante                        | Carlos "Charly" Valdivia     | TVN                 |
| 2013                | Maldito corazón                        |                              | Chilevisión         |
| 2013-2014           | Los 80                                 | Luciano Acuña                | Canal 13            |
| 2016                | Bala loca                              | Agustín                      | Chilevisión         |
| 2017                | 12 días que estremecieron Chile        | Sergio Villanueva            | Chilevisión         |
| 2018                | Santiago Paranormal                    | Bruno                        | TVN                 |
| 2018                | La Cacería: Las Niñas de Alto Hospicio | Martín                       | Mega                |
| 2018                | Casa de Angelis                        | Felipe Ortiz                 | TVN                 |
| 2020                | Dignidad                               | Pablo Jenga                  | Prime Video Mega    |
| 2020                | Inés del alma mía                      | Martínez                     | TVE / Chilevisión   |

## Programas de televisión
- Hora 24 (24 Horas, 2012) - Invitado
- Conecta2 (TV Chile, 2012) - Invitado
- Zona de Estrellas (Zona Latina, 2012) - Invitado
- Buenos días a todos (TVN, 2013) - Invitado
- Sábado de a 3 (La Red, 2013) - Invitado
- Mujeres Primero (La Red, 2013) - Invitado
- Mucho Gusto (Mega, 2015) - Invitado

## Premios y nominaciones
| Año  | Premio  | Categoría                 | Producción                | Resultado |
| ---- | ------- | ------------------------- | ------------------------- | --------- |
| 2012 | Altazor | Mejor actor de televisión | Los archivos del Cardenal | Nominado  |
| 2013 | Altazor | Mejor actor de televisión | El reemplazante           | Ganador   |